# نظریه رانه
رانه به شرایطی درونی گفته می‌شود که رفتار را فعال می‌کند و به آن جهت می‌دهد. گاهی از انگیزه به جای رانه استفاده می‌شود.

## روانشناسی فرگشتی
در رواشناسی فرگشتی، از رانه‌های فرگشتی سخن گفته می‌شود که می‌توان آن‌ها را به نوعی با غریزه یا فطرت فرگشتی یکی دانست.